# Diablo (jeu vidéo)
Vous lisez un « bon article » labellisé en 2012.
Pour les articles homonymes, voir Diablo.
Diablo est un jeu vidéo de type hack 'n' slash développé par Blizzard North. La version PC fonctionnant sous Windows a été publiée en janvier 1997 en Amérique du Nord et en Europe par Blizzard Entertainment. Une version pour PlayStation, développée par Electronic Arts, et une version Macintosh sont publiées l'année suivante en mars 1998.
Diablo se déroule dans un univers médiéval-fantastique où le joueur explore des donjons peuplés de créatures qu'il doit combattre pour gagner de l'expérience et des trésors, l'objectif du jeu étant de retrouver Diablo et le tuer. Le jeu est considéré comme ayant réinventé le genre du jeu vidéo de rôle en y introduisant le principe du pointer-et-cliquer et en le rendant plus accessible. Diablo a ainsi fortement influencé l'industrie du jeu vidéo, son système de jeu ayant été repris dans de nombreux titres qualifiés de « clones » ou de « Diablo-like ».
Le jeu est extrêmement bien accueilli par les critiques et connaît dès sa sortie un solide succès commercial. En 1997, il décroche ainsi la troisième place des meilleures ventes de jeux vidéo sur PC ; le 29 août 2001, il s'est vendu à plus de 2,5 millions d'exemplaires dans le monde. À la suite de ce succès, Blizzard Entertainment confie à Synergistic Software le développement d'une extension appelée Diablo: Hellfire qui sort en novembre 1997. Par la suite, Blizzard North lance le développement de Diablo II qui sort le 29 juin 2000. Le troisième épisode de la série, Diablo III, annoncé le 28 juin 2008, est sorti le 15 mai 2012. Le quatrième épisode de la série, Diablo IV, est annoncé en novembre 2019 pour une sortie en juin 2023.

## Trame

### Univers
Diablo prend place dans un monde imaginaire de type médiéval-fantastique. L'histoire se déroule à Tristram, un village du royaume de Khanduras, où se trouve un monastère construit de nombreuses années avant les événements du jeu pour accueillir la prison d'un puissant démon connu sous le nom de Diablo : le seigneur de la terreur.
Celui-ci et ses frères Baal et Mephisto furent jadis bannis des Enfers par leurs subordonnés, puis exilés dans le monde des hommes. Ils semèrent alors la discorde et la destruction dans les royaumes de l'Orient jusqu'à ce qu'un clan de mages appelés les Horadrims et menés par l'archange Tyraël réussissent à les vaincre. Les Horadrims enfermèrent alors les trois démons dans des pierres d'âmes qui furent ensuite cachées dans trois forteresses aujourd'hui oubliées.

### Contexte
Un seigneur nordique du nom de Léoric s'est autoproclamé roi de Khanduras et s'est installé dans l'ancien monastère Horadrims où Diablo avait été enfermé. Peu après l'arrivée de Léoric en Khanduras, le démon s'éveille et s'insinue peu à peu dans les cauchemars du conseiller du roi, l'archevêque Lazarus, jusqu'à réussir à forcer celui-ci à retrouver sa pierre d'âme et à la briser. Libéré de sa prison, Diablo parvient ensuite à corrompre le roi Léoric mais ne réussit pas à prendre possession de son corps. Diablo persuade néanmoins le roi de se lancer dans des guerres inutiles. Profitant de l’absence du roi, Lazarus enlève le prince Albrecht et permet à Diablo de le posséder pour prendre une forme physique. De retour de sa campagne militaire désastreuse, Léoric tente aussitôt de prendre d'assaut les souterrains du monastère avec ses troupes, afin de retrouver son fils et contrer Diablo. Cela ne servit qu'à renforcer ce dernier, qui lève une armée de démons et de mort-vivants. Sombrant dans la folie, le roi Léoric accuse et fait exécuter nombre de ses sujets. Il est finalement assassiné par l'un de ses chevaliers, Lachdanan, qui met ainsi un terme à sa folie. Lachdanan et ses hommes ne réussiront cependant pas à sortir vivants du labyrinthe. Influencés par Diablo, des villageois tentent alors de pénétrer dans le monastère mais rares sont ceux qui en sont revenus.

### Scénario
Le jeu débute peu de temps après, à Tristram, où un aventurier incarné par le joueur est venu enquêter sur les étranges événements survenus dans la région. Celui-ci parvient à descendre au plus profond des souterrains et catacombes du monastère, finissant par arriver jusqu'aux Enfers. Lors de son exploration, il aide régulièrement les habitants de Tristram et réussit à tuer de nombreuses créatures maléfiques comme un démon appelé le Boucher. Il rencontre aussi l'érudit Deckard Cain qui lui révèle être le dernier membre de l'ordre des Horadrims. Au plus profond des Enfers, le héros affronte finalement Diablo et parvient à le tuer,. Pour emprisonner celui-ci, il enfonce alors la pierre d'âme dans son propre crâne, espérant être capable de contenir les pouvoirs du seigneur de la terreur.

## Système de jeu
Diablo est un jeu vidéo de type hack 'n' slash, c'est-à-dire un jeu dans lequel le joueur contrôle en temps réel un personnage devant explorer des donjons et des souterrains peuplés de monstres que le joueur doit combattre pour gagner de l'expérience ou différents types de trésors comme des armes ou des sorts,,.
L'objectif du jeu est de retrouver et de tuer Diablo, le seigneur de la terreur.

### Personnages
Au début du jeu, le joueur doit choisir parmi l'un des trois types de personnages disponibles (le guerrier, l'archer et le magicien), qu'il incarnera jusqu'à la fin de sa quête. Le guerrier est un combattant spécialisé dans le corps à corps qui maîtrise un vaste panel d'armes mais dont les capacités en matière de sortilèges sont assez limitées. Il est plus fort et plus résistant que les autres personnages et est capable de réparer les équipements endommagés lors d'un combat. L'archer est un membre de la guilde des « Sœurs de l'œil aveugle » dont les combattantes ont développé des techniques les rendant imbattables au tir à l'arc et leur permettant de détecter les pièges. Le magicien est lui capable d'apprendre et de lancer beaucoup plus de sorts que les autres personnages mais son manque de force fait de lui un piètre combattant.
En combattant les créatures qui peuplent le monde de Diablo, le personnage contrôlé par le joueur gagne de l'expérience qui lui permet de devenir plus puissant. La quantité de points d'expérience dont celui-ci dispose détermine le niveau du personnage. Chaque passage à un niveau supérieur donne au joueur la possibilité de renforcer les caractéristiques de son personnage. Le personnage dispose de quatre caractéristiques principales : la force, qui lui permet d'utiliser des armes et armures plus puissantes et de causer plus de dégâts au corps à corps ; la magie, qui détermine la quantité de mana dont dispose le personnage et qui permet d'apprendre les sorts les plus puissants ; la dextérité, qui détermine la précision des coups portés par le personnage et enfin la vitalité, qui détermine la quantité de point de vie dont celui-ci dispose.
À ces quatre caractéristiques principales s'ajoutent des caractéristiques secondaires comme la classe d'armure que le joueur ne peut renforcer lors du passage à un niveau supérieur mais qui dépendent des caractéristiques principales et de l'équipement du personnage.

### Équipement
Lors de son exploration des souterrains ou en consultant certains habitants de Tristram, le joueur est amené à trouver ou à acheter différents types d'armes et d'armures dont il peut équiper son personnage pour améliorer ses caractéristiques de combats. Les armes comme les épées et les haches déterminent par exemple les dégâts que celui-ci peut infliger alors que les armures, les casques et les boucliers influencent sa « classe d'armure » qui détermine le niveau de protection du héros contre les attaques physiques,. En plus de leurs caractéristiques de base, certains objets sont dotés de pouvoirs magiques et apportent des bonus supplémentaires ou bien des malédictions, générés aléatoirement en fonction du type d'objet, au personnage qui les porte. Leur description apparaît alors en bleu (ou en doré pour les objets uniques) et ils doivent être identifiés avant que ces bonus ne s'appliquent au héros.
Le joueur peut également trouver ou acheter de nombreux autres types d'objets comme des livres de sorts qui permettent au personnage d'apprendre de nouveaux sortilèges ou des potions lui permettant de se soigner ou de recharger sa jauge de mana.

### Interface
L'écran de jeu de Diablo est divisé en deux parties principales. La zone de jeu affiche le personnage et son environnement, les monstres et les objets qu'il peut ramasser. C'est également dans cette zone que s'affiche en surimpression la carte lorsque le joueur active celle-ci. La barre d'interface affiche les informations concernant le personnage avec notamment deux orbes colorés indiquant le niveau de vie et de mana du héros. Celle-ci donne également accès à différentes fenêtres comme l'inventaire qui permet de ranger les objets trouvés dans le jeu et d'en équiper le héros. Au centre de la barre d'interface se trouve la ceinture qui permet d'accéder directement à certains objets placés dans celle-ci comme les potions ou les parchemins.
Pour déplacer son personnage, le joueur doit simplement cliquer (bouton gauche de la souris) à l'endroit voulu et celui-ci s'y déplace automatiquement. Pour attaquer un monstre, il suffit également de cliquer sur celui-ci (chaque clic correspondant à une attaque) et si le monstre n'est pas à portée, le personnage se déplace automatiquement. Maintenir enfoncée la touche majuscule en attaquant permet d'empêcher le personnage de bouger pour attaquer. Pour interagir avec un personnage ou pour ramasser un objet, le joueur doit de la même façon cliquer dessus et le héros se déplace automatiquement pour aller discuter avec un personnage ou ramasser l'objet visé.
Pour utiliser un sort ou une compétence, le joueur peut soit utiliser le livre de sorts dans lequel il doit sélectionner le sort avant de le lancer, soit définir un sort « préparé » en utilisant le livre rapide pour que celui-ci apparaisse à droite de la barre d'interface et puisse être utilisé avec un simple clic droit. Des raccourcis clavier sont également disponibles et permettent par exemple d'accéder rapidement à un objet de la ceinture (touche un à huit du clavier) ou à un sort défini par le joueur (touche F5 à F8).

### Modes de jeux
Deux modes de jeu sont disponibles dans Diablo. Le mode solo permet d'explorer les seize niveaux de souterrains situés sous le monastère qui prennent place dans quatre environnements différents comme les mines ou l'enfer. Comme dans les rogue-like, les souterrains mais aussi les monstres et les trésors que le joueur peut y trouver sont générés aléatoirement et sont donc différents d'une partie à l'autre. Lors de sa descente vers l'enfer le joueur est amené à réaliser des quêtes qui peuvent lui être données par certains habitants de Tristram ou qu'il se voit assigner après la lecture de livres dispersés dans les souterrains. Certaines quêtes sont optionnelles et n'influent pas sur l'avancement du joueur dans le jeu mais permettent néanmoins de recevoir des récompenses comme des objets magiques ou de l'expérience qui l'aideront dans la quête principale.
Le mode multijoueur en réseau local (LAN) ou sur Internet (via Battle.net) suit le même déroulement que le mode solo mais ne peut être joué avec un personnage créé pour celui-ci. Il permet à quatre joueurs au maximum d'explorer les labyrinthes du jeu en coopération. Le mode multijoueur ne permet pas de sauvegarder : seules les caractéristiques et l'inventaire du personnage sont conservés d'une partie à l'autre et de nouvelles créatures reviennent peupler les labyrinthes à chaque nouvelle partie. Certaines quêtes sont légèrement différentes de celles du mode solo et d'autres disparaissent complètement. Le mode multijoueur est en plus divisé en trois niveaux de difficulté – normal, cauchemar et enfer – chacun permettant d'obtenir plus d'expérience et des objets plus puissants que le précédent mais étant peuplé de créatures beaucoup plus fortes.

## Développement
Diablo a été développé par le studio Condor Software basé à San Mateo en Californie et fondé en 1993 par Max Schaefer, Erich Schaefer et David Brevik. À l'origine le studio ne développe que des titres pour consoles peu prometteurs comme Planet Soccer ou Justice League Task Force sur lesquels ils travaillent d'après David Brevik « dans l'espoir de pouvoir un jour développer leurs propres titres ». Après une rencontre avec Allen Adham, un des fondateurs de Blizzard Entertainment, David Brevik met sur la table une idée de jeu vidéo au tour par tour fonctionnant sous DOS et inspiré des jeux en ASCII Moria et Angband sur laquelle il réfléchissait depuis le lycée. Le projet intéresse Blizzard Entertainment qui proposera divers changements au cours du développement, comme le passage d'un système de jeu au tour par tour à un système de jeu en temps réel et le port du jeu sur Windows 95 au lieu de DOS. La relation entre Condor Software et Blizzard Entertainment se révélant fructueuse, les deux studios vont peu à peu se rapprocher jusqu'à ce qu'en 1996, soit quelques mois avant la sortie de Diablo, Blizzard Entertainment persuade sa maison mère Davidson and Associates de racheter Condor Software qui est alors renommé Blizzard North. L'équipe de développement principale de Diablo compte alors moins de vingt personnes, mais bénéficie d'un support poussé de la part de Blizzard Entertainment avec notamment de fréquentes visites d'une task force constituée de développeurs chargés de proposer des améliorations ou des changements à apporter au jeu ou à la façon de fonctionner de l'équipe de Blizzard North. L'ajout d'un mode multijoueur permettant de jouer en réseau local ou sur Internet est évoqué six mois avant la sortie du jeu par Blizzard Entertainment qui souhaite s'inspirer du système mis en place pour  Warcraft II: Tides of Darkness. Diablo est alors en partie recodé pour permettre le jeu à plusieurs et Blizzard Entertainment développe Battle.net, sa plate-forme gratuite de jeu sur Internet, disponible à la sortie du jeu,.
L'interface du jeu est à l'origine développée par Erich Schaefer et David Brevik qui s'inspirent à l'époque du jeu X-COM dont ils reprennent l'utilisation de la 3D isométrique. L'interface évolue ensuite de manière assez chaotique jusqu'à l'arrivée en 1996 chez Condor Software de Stieg Hedlund qui assure la coordination de l'équipe de designers de Diablo jusqu'à la sortie du jeu. Celui-ci reprendra ce rôle lors du développement de Diablo II et participera également au design des StarCraft et de Diablo II: Lord of Destruction.
La musique du jeu a été composée par Matt Uelmen qui avait déjà travaillé sur la musique du précédent jeu développé par Condor Software : Justice League Task Force,. Son travail sur Diablo fut bien reçu et Blizzard Entertainment fera à nouveau appel à lui pour les musiques de Diablo II.
Le jeu est compatible DirectX 3. Il utilise la norme SVGA permettant un affichage en 256 couleurs avec une résolution de 640x480 et combine la modélisation tridimensionnelle à des effets de lumière calculés en temps réel. Pour les effets sonores et la musique, le jeu utilise le son 3D,,.
Les tests du jeu et notamment du bon fonctionnement de Battle.net se déroulèrent en interne pendant les deux mois précédant sa sortie et impliquèrent plus de mille personnes dont la quasi-totalité des employés de Blizzard Entertainment. Le jeu rate les fêtes de Noël de 1996 et ne sort finalement que début janvier 1997,.

## Extension et versions

### Extension
Après la sortie de Diablo, Blizzard North décide de se focaliser sur le développement de sa suite et Blizzard Entertainment confie alors à Synergistic Software le développement d'une extension appelée Diablo: Hellfire. Éditée par Sierra Entertainment, celle-ci sort en Amérique du Nord en novembre 1997 puis en Europe en 1998. Hellfire permet au joueur d'explorer huit niveaux supplémentaires et introduit de nouveaux monstres, objets et sorts ainsi qu'une nouvelle classe de personnage, le moine, spécialiste du combat à main nue. Synergistic Software a également intégré la possibilité de choisir le niveau de difficulté du mode solo mais n'a pas intégré de support multijoueur pour Battle.net,.

### Versions
Une version PlayStation développée par Climax Group est publiée par Electronic Arts en mars 1998 en Amérique du Nord. Celle-ci dispose de graphismes légèrement améliorés par rapport au jeu original ainsi que d'une interface simplifiée permettant de jouer avec une manette de jeu plutôt qu'avec la souris et le clavier,. Cette version ne permet pas de jouer sur Battle.net mais dispose néanmoins d'un mode deux joueurs. Blizzard Entertainment publie également en mai 1998 une version Mac identique à la version PC.

## Accueil
| Diablo                |      |       |
| Média                 | Nat. | Notes |
| Adrenaline Vault      | US   | 100 % |
| AllGame               | US   | 4/5   |
| Coming Soon           | US   | 92 %  |
| Computer Net Player   | US   | 100 % |
| Computer Gaming World | US   | 4,5/5 |
| Entertainment Weekly  | US   | A     |
| GameCenter            | US   | 5/5   |
| Game Revolution       | US   | A     |
| GameSpot              | US   | 96 %  |
| Gen4                  | FR   | 5/5   |
| Joystick              | FR   | 90 %  |
| Just Adventure        | US   | A+    |
| Online Game Review    | US   | 100 % |
| PC Gamer              | US   | 90 %  |
| RPGFan                | US   | 86 %  |
| Compilations de notes |      |       |
| Metacritic            | US   | 94 %  |

Bien que le temps réel ou le concept de génération aléatoire des niveaux aient déjà été utilisés dans des jeux vidéo de rôle comme Dungeon Master ou Rogue dès les années 1980, Diablo est considéré comme ayant réinventé le genre en introduisant le principe du pointer-et-cliquer et en le rendant plus accessible,. Il est considéré comme l'un des jeux vidéo les plus influents de l'histoire, son impact étant comparé à celui de SimCity, Populous, Dune II ou de Doom,,,. Son système de jeu a été repris dans de nombreux jeux vidéo de rôle que les journalistes qualifient souvent de « clone » ou de « Diablo-like »,. Diablo est extrêmement bien accueilli à sa sortie par les critiques. Le site Metacritic, qui compile les notes attribuées par la presse, le crédite ainsi d'un score moyen de 94 %. Le site GameSpot lui attribue une note de 96 %, encore inégalée pour un jeu sur ordinateur et plusieurs magazines spécialisés le qualifient de « jeu indispensable », certains allant même jusqu'à lui attribuer un score parfait,,. Comme son prédécesseur  Warcraft II: Tides of Darkness, Diablo connaît un important succès commercial et dépasse rapidement le million d'exemplaires vendus. En 1997, il décroche la troisième place des meilleures ventes de jeux vidéo après Riven et Flight Simulator et le 29 août 2001, il s'était vendu à plus de 2,5 millions d'exemplaires dans le monde,,.
Le jeu est d'abord loué dans de nombreuses critiques pour ses graphismes réalistes en SVGA qui collent parfaitement à l'ambiance morbide de l'histoire et qui restent malgré tout agréables à l'œil,. La qualité et la diversité des modèles 3D et des animations sont également mises en avant et les effets sonores sont décrits comme étant très réussis et variés,. Une critique souligne par exemple qu'à chaque type de créature est associé un son particulier qui permet de l'identifier et que certains monstres uniques ont même leurs propres effets sonores. La musique de Diablo est très appréciée des critiques qui qualifient la bande originale de « sublime » ou « fantastique » et notent qu'elle rappelle les premiers albums du groupe gothique Bauhaus,. Une critique considère néanmoins que couper la musique « ne constitue pas une grande perte » même si celle-ci contribue à l'atmosphère sinistre du jeu. Le système de jeu de Diablo est généralement décrit comme prenant et addictif,. Celui-ci est ainsi apprécié pour la simplicité de son interface qui est décrite comme très rapide à prendre en main et intuitive mais aussi pour la génération aléatoire des souterrains et la diversité des créatures et des trésors que le joueur peut y trouver, qui permettent à celui-ci de recommencer le jeu plusieurs fois sans qu'il ne devienne trop répétitif,,. Le test du site GameSpot souligne ainsi la possibilité pour le joueur de « combattre des créatures qu'il n'a encore jamais vues » après avoir recommencé le jeu pour la troisième fois. Certaines critiques regrettent néanmoins que le jeu soit trop court et que le scénario et les quêtes manquent de développement,. Le mode multijoueur de Diablo est quant à lui décrit de manière très favorable par les critiques qui soulignent la possibilité de créer des parties pouvant accueillir jusqu'à quatre joueurs, rendant l'exploration des souterrains encore plus amusante,. Le fait de pouvoir jouer gratuitement sur Internet grâce à la plate-forme multijoueur Battle.net est également mis en avant, même si une critique évoque des problèmes de triches sur les serveurs publics du jeu,.
Diablo est élu meilleur jeu de l'année 1996 par le site GameSpot et par le magazine Computer Gaming World. Il est également nommé meilleur jeu vidéo de rôle de l'année par de nombreux magazines et sites spécialisés. Le magazine PC Gamer le classe second dans cette même catégorie.

## Postérité
À la suite du succès du premier Diablo, Blizzard Entertainment confie à Synergistic Software le développement d'une extension appelée Diablo: Hellfire et éditée par Sierra Entertainment. Celle-ci est publiée en novembre 1997 en Amérique du Nord et en 1998 en Europe,,. De son côté Blizzard North lance le développement de Diablo II, qui sort le 29 juin 2000 et est complété le 29 juin 2001 par une extension Diablo II: Lord of Destruction. Cette suite reprend l'histoire là où Diablo l'avait laissée et apporte de nombreuses améliorations au jeu que ce soit au niveau des graphismes ou du système de jeu, notamment via l'introduction de nouvelles classes de personnages disposant d'arbres de compétences spécifiques. Le jeu est un solide succès commercial qui détient le record du jeu PC le plus rapidement écoulé jusqu'à la sortie de Warcraft III: Reign of Chaos, en vendant plus d'un million d'exemplaires dans les deux semaines suivant sa sortie. Le 29 août 2001, Diablo II s'était déjà vendu à plus de quatre millions d'exemplaires.
Une nouvelle suite, Diablo III, annoncée le 28 juin 2008, est sortie le 15 mai 2012. Contrairement aux premiers épisodes de la série, le jeu dispose de graphisme en 3D et de plusieurs classes de personnages inédites,. En novembre 2019, un quatrième épisode appelé Diablo IV est annoncé sine die sur PC, Xbox One et PlayStation 4.
Le succès des deux premiers épisodes de la série a également influencé un certain nombre de développeurs qui reprennent des éléments de Diablo dans des jeux comme Darkstone en 1999, Nox et Throne of Darkness en 2001 puis Dungeon Siege et Divine Divinity en 2002. Throne of Darkness reprend par exemple une interface et un système de jeu quasiment identiques à celui de Diablo II mais dans un univers fantastique inspiré du Japon médiéval dans lequel le joueur doit contrôler un groupe de quatre personnages,. La série des Dungeon Siege créée par Chris Taylor tente de se démarquer par l'utilisation d'un moteur 3D et de quelques originalités au niveau de la gestion du personnage mais reste qualifiée de « Diablo II en 3D » par certaines critiques. Bien que chacun de ces jeux possède des qualités, aucun ne connaît le succès de Diablo et de sa suite. Diablo a également influencé un certain nombre de MMORPG comme World of Warcraft qui reprend par exemple le principe des arbres de compétences de Diablo II.
En 2008, Max et Erich Schaefer participent à la création du studio Runic Games qui publie le jeu Torchlight en 2009,. Celui-ci reprend quasiment à l'identique le système de jeu et l'interface des Diablo, mais bénéficie d'un aspect graphique amélioré grâce au passage à la 3D. À sa sortie, Torchlight bénéficie d'un bon accueil de la presse spécialisée, certains critiques le considérant même comme le meilleur clone de Diablo depuis Diablo II malgré l'absence de mode multijoueur,.
En plus de la série de jeux vidéo, la franchise Diablo inclut des livres, des comics et un jeu de rôle s'inspirant de l'univers du jeu.